# Estación Arroyo Ceibal
Arroyo Ceibal era una estación de ferrocarril ubicada en la localidad homónima, provincia de Santa Fe, Argentina.
La estación fue habilitada en 1930 por el Ferrocarril Provincial de Santa Fe.
El edificio de la exestación es hoy en día el museo municipal.

## Servicios
No presta servicios de pasajeros, ni de cargas. Sus vías correspondían al Ramal F14 del Ferrocarril General Belgrano.